# Liste der Stolpersteine im Bezirk Weiz

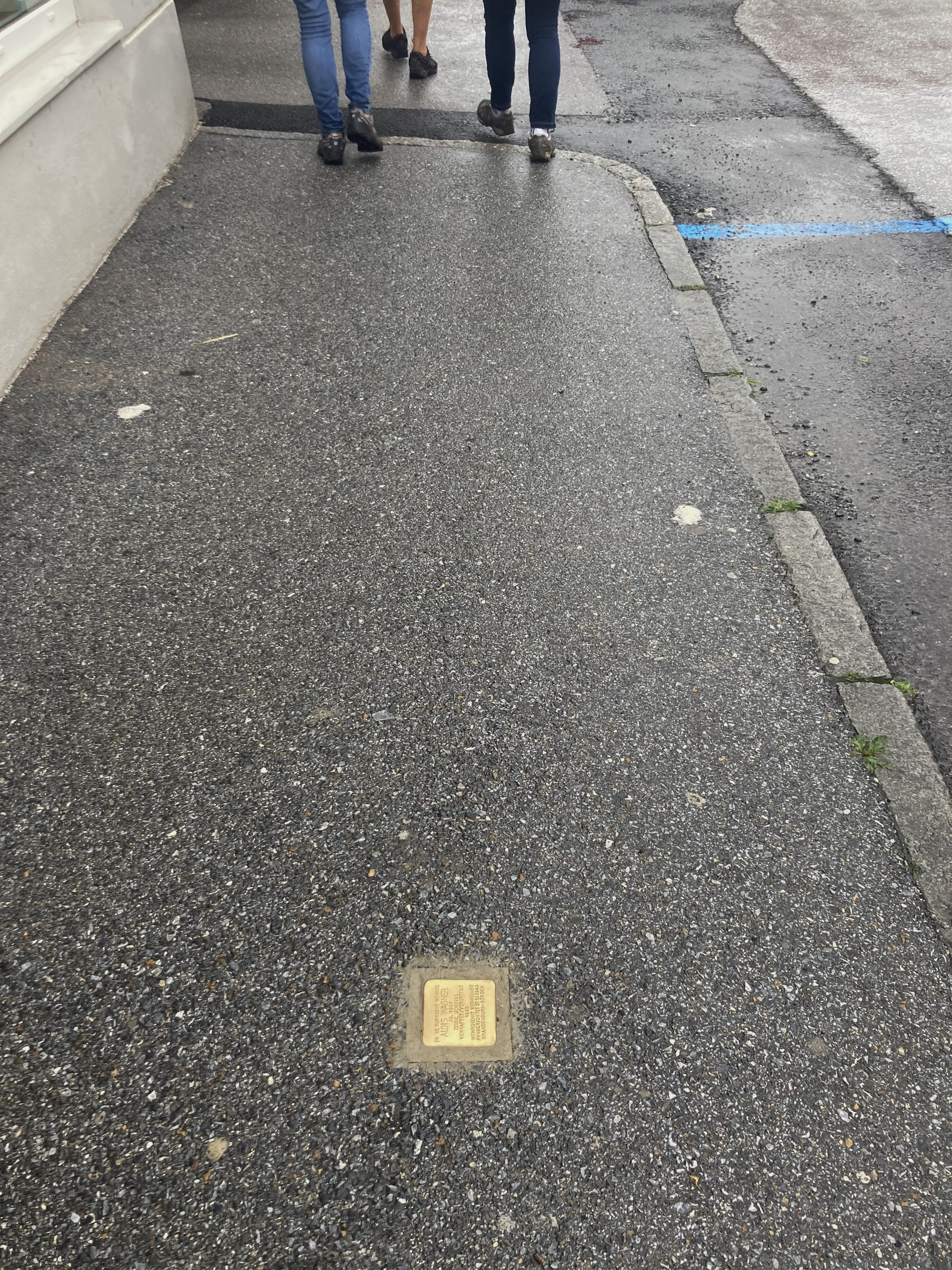
Der erste Stolperstein in St. Ruprecht an der Raab

Die Liste der Stolpersteine im Bezirk Weiz enthält Stolpersteine, die an das Schicksal der Menschen erinnern, die von den Nationalsozialisten im Bezirk Weiz ermordet, deportiert, vertrieben oder in den Suizid getrieben wurden. Die Stolpersteine liegen im Regelfall vor dem letzten selbstgewählten Wohnsitz des Opfers.
Die erste Verlegung in diesem Bezirk erfolgte am 8. Mai 2023 in St. Ruprecht an der Raab.

## Liste der Stolpersteine

### Gasen
In Gasen wurde ein Stolperstein verlegt.
| Stolperstein | Inschrift | Verlegeort           | Name, Leben               |
| ------------ | --- | -------------------- | ------------------------- |
|              | HIER WOHNTE /ARBEITETE PFARRER JOHANN GRAHSL JG. 1887 IM CHRISTLICHEN WIDERSTAND GESTAPO-HAFT JULI 1940 VON DER SS VERSCHLEPPT 5.4.1945 ERMORDET | Schlacherweg 1 Gasen | Johann Grahsl (1887–1945) |

### St. Ruprecht an der Raab
In St. Ruprecht an der Raab wurde ein Stolperstein verlegt.
| Stolperstein | Inschrift | Verlegeort                                     | Name, Leben |
| ------------ | --- | ---------------------------------------------- | --- |
|              | IN ST. RUPRECHT WOHNTE ALOIS WAGNER JG. 1907 ZEUGE JEHOVAS VERHAFTET / VERURTEILT 1940 WEHRDIENST VERWEIGERT HINGERICHTET 17.10.1940 BRANDENBURG-GÖRDEN | Untere Hauptstraße 24 St. Ruprecht an der Raab | Alois Wagner wurde am 7. Juni 1907 geboren. Er wurde Sägewerksleiter in Unterfladnitz und war in der Bevölkerung hoch angesehen, galt als herzensgut und hilfsbereit. 1939 schloss er sich den Bibelforschern an, heute Zeugen Jehovas genannt. Wagner wollte seinem christlichen Gewissen gehorchen und lehnte den Krieg und den Dienst an der Waffe ab. Nach dem Überfall Hitler-Deutschlands auf Polen sollte er eingezogen werden. Er verweigerte den Kriegsdienst, wurde verhaftet und nach Brandenburg deportiert. Alois Wagner wurde zum Tode verurteilt und am 17. Oktober 1940 im Zuchthaus Brandenburg-Görden hingerichtet. |

### Sinabelkirchen
In Sinabelkirchen werden im Herbst 2023 zwei Stolpersteine verlegt, für Maria Ertl, ein Opfer der Aktion T-4, und für den Widerstandskämpfer Simon Gölles.
| Stolperstein | Inschrift | Verlegeort                              | Name, Leben |
| ------------ | --- | --------------------------------------- | --- |
|              | IN UNTERGROSSAU WOHNTE MARIA ERTL JG. 1920 EINGEWIESEN 7.2.1939 HEILANSTALT FELDHOF-GRAZ 1940 DEPORTIERT 15.1.1941 SCHLOSS HARTHEIM ERMORDET JAN.1941 | Vor dem Marktgemeindeamt Sinabelkirchen | Maria Ertl |
|              | HIER WOHNTE UND ARBEITETE SIMON GÖLLES JG. 1905 GEGNER DER NS-DIKTATUR MISSHANDELT 18.9.1938 VERHAFTET 7.3.1940 GLEISDORF KZ BIRKENAU ENTLASSEN 1941  | Vor dem Marktgemeindeamt Sinabelkirchen | Simon Gölles wurde am 28. November 1905 in Nagl 50, Gemeinde Gnies geboren. Er war der jüngste Sohn des Kleinbauerns Josef Gölles und seiner Frau Antonia, geborene Groß. Er hatte drei Schwestern und zwei Brüder. Er besuchte die Volksschule in Sinabelkirchen und danach die Landwirtschaftliche Fortbildungsschule. 1931 heiratete er die Dienstmagd Antonia Frühwirth. In den 1930er Jahren gab es im Ort heftige Auseinandersetzungen zwischen Anhängern der illegalen NSDAP und deren Gegnern, zu denen auch Simon Gölles zählte. Zeitzeugen und der Volksmund berichteten, er hätte es als einziger in der Pfarre Sinabelkirchen gewagt, gegen den sogenannten Anschluss an Hitler-Deutschland zu stimmen. Die marodierenden Nazis, die nach dem Einmarsch Hitlers in Österreich Aufwind hatten, sperrten Simon Gölles in eine „Sausteige“, hängten ihm ein Schild um den Hals und führten ihn zum Gaudium des Volks durch Untergroßau, Gnies, Sinabelkirchen und Egelsdorf. Er soll verspottet, angeprangert, bespuckt und geschlagen wurde sein. |

## Verlegedaten
Der Stolperstein von St. Ruprecht an der Raab konnte am 8. Mai 2023 "nach langem Kampf" vom Verein Lila Winkel verlegt werden. Mitveranstalter war der Verein für Gedenkkultur in Graz. Im Rahmen der Gedenkfeier wurde von den Schülern der Mittelschule St. Ruprecht ein Szenenbild der Verhaftung nachgestellt. Die Stolpersteine in Sinabelkirchen wurden am 1. Oktober 2023 verlegt.